# Cine mexicano

Imagen ilustrativa de una claqueta con la bandera de México.

El cine mexicano es el conjunto de producciones fílmicas realizadas en México o coproducidas con otros países.
Tiene sus antecedentes en las diferentes vistas realizadas en el país por Gabriel Veyre y Ferdinand Von Bernand, en 1896. La producción cinematográfica mexicana es una de las más destacadas de América Latina, y tuvo su mayor auge durante la Época de Oro del cine mexicano, etapa en que la industria filmográfica mexicana logró su mayor avance.

## Historia

### 1896-1898: antecedentes e inicios
El cine llegó a México en 1896, gracias a la visita de Gabriel Veyre y Ferdinand Von Bernard, enviados de los hermanos Lumière. Ellos realizaron una función cinematográfica al interior del castillo de Chapultepec, presenciada por el presidente Porfirio Díaz, su familia y miembros de su gabinete. Los periódicos de la época señalaron que los asistentes quedaron cautivados por la presentación de vistas y maravillados con el nuevo invento que presentaba la imagen en movimiento. Después de su afortunado debut privado, el cinematógrafo se presentó al público el 14 de agosto de ese mismo año, en el sótano de la droguería Plateros, en la calle del mismo nombre (hoy calle Madero) de la Ciudad de México. México fue el primer país del continente americano que disfrutó del nuevo medio, ya que la entrada del cinematógrafo a los Estados Unidos había sido bloqueada por Thomas Alva Edison, si bien es posible que, debido a que el presidente Porfirio Díaz o su gobierno tenían una buena amistad con el gobierno de Francia en ese momento, los padres del cine prefirieron a México para que fuera el primer país americano en presenciar este medio. A principios del mismo año, Thomas Armant y Francis Jenkins habían desarrollado en Washington D. C. el vitascope, un aparato similar al cinematógrafo. Edison había conseguido comprar los derechos del vitascope y pensaba lanzarlo al mercado con el nombre de Biograph. La llegada del invento de los Lumière significaba la entrada de Edison a una competencia que nunca antes había experimentado.
En 1896, Gabriel Veyre filmó El presidente de la república paseando a caballo en el bosque de Chapultepec, un cortometraje documental francomexicano de sesenta segundos, en el que se grabó al entonces presidente de México, Porfirio Díaz, montando a caballo junto a algunos ministros de su gabinete. Fue ésta la primera película grabada en México. El mismo año, Veyre lanzó otro cortometraje, titulado Un duelo a pistola en el bosque de Chapultepec, que causó conmoción en su tiempo, debido a que el público aún no diferenciaba la realidad de la ficción. Sin embargo, ninguno de estos dos cortometrajes se produjeron en México: sí se grabaron en el país, pero se editaron y se crearon en su totalidad en Francia. No fue sino hasta 1897 cuando se realizó la primera producción cinematográfica totalmente mexicana, gracias al director Ignacio Aguirre, quien produjo el cortometraje de cine mudo Riña de hombres en el Zócalo, proyecto que terminó siendo la primera película realizada en la historia de la cinematografía mexicana.
En 1898, el mexicano Luis Adrián Lavie presentó el aristógrafo, un invento que perfeccionó los fallidos intentos de otros por proyectar imágenes en relieve. El periódico sonorense El Imparcial describió su creación de la siguiente forma: «...inventando unos lentes y gemelos que contienen en su interior un mecanismo movido por una corriente eléctrica, de tal suerte que cada vez que la vista correspondiente a un ojo la del otro ojo queda interceptada. Las imágenes se suceden con tal rapidez que, por un efecto de persistencia de la impresión en la retina, las vistas no solamente parecen de relieve, sino que aparecen también enteramente fijas cuando se hace uso del anteojo.»

### 1898-1916: cortometrajes de cine mudo

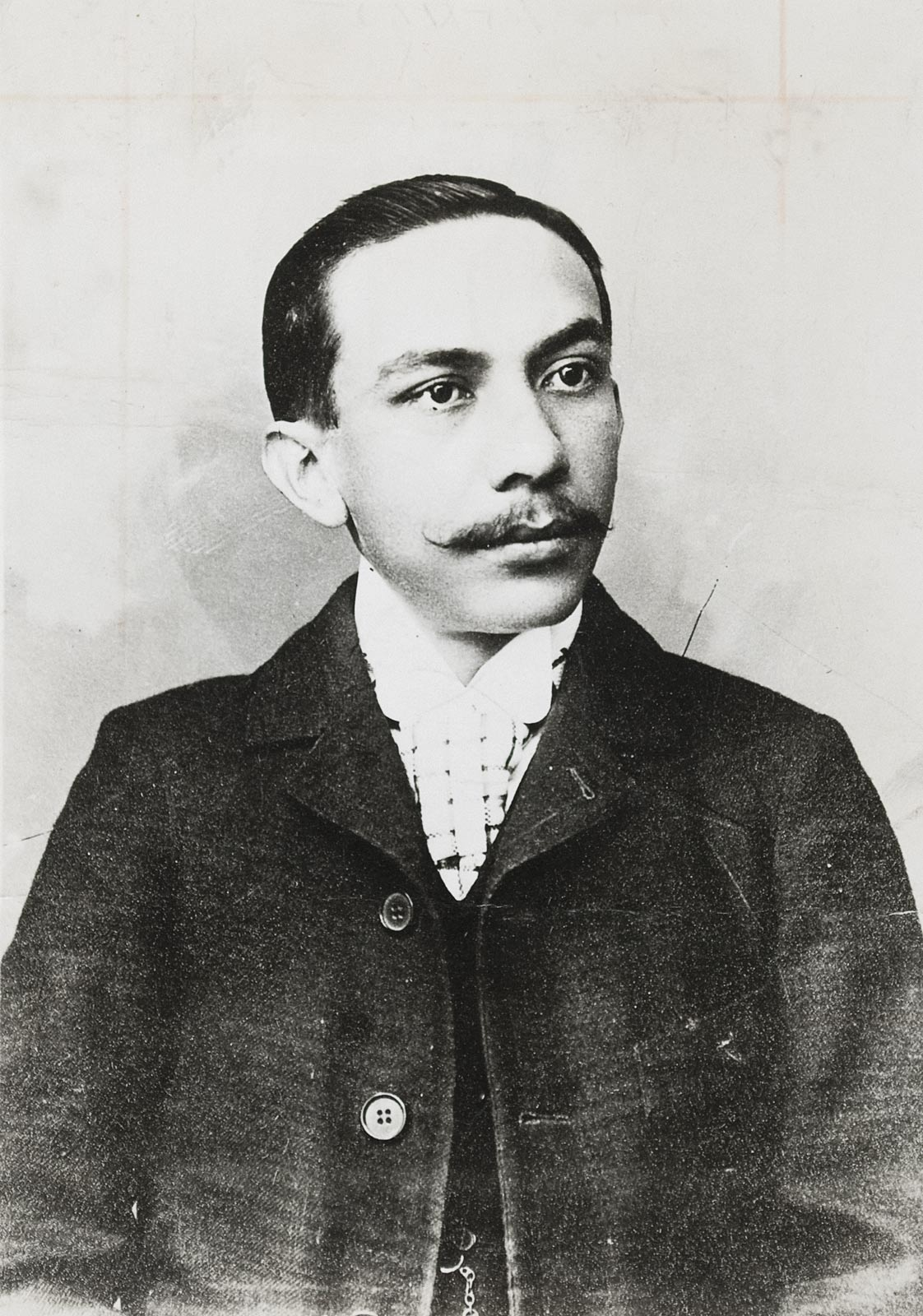
Salvador Toscano, primer cineasta mexicano.

Los cortometrajes de cine mudo continuaron siendo realizados, y en 1898, Salvador Toscano lanzó Don Juan Tenorio; dicho corto fue su primer trabajo como director de cine, lo que años después lo convirtió en el primer cineasta de México. A pesar de que Ignacio Aguirre debutó con la primera cinta mexicana, Toscano se volvió el primer realizador mexicano debido a que a diferencia de su contemporáneo, él si continuó haciendo filmes.
Iniciado el siglo XX, rápidamente se empezaron a realizar diversos cortometrajes mudos, con títulos como: Fiestas presidenciales en Mérida y El san lunes del valedor o El san lunes del velador, ambos de 1906, El grito de Dolores o La independencia de México y Aventuras de Tip Top en Chapultepec, los dos de 1907, El rosario de Amozoc de 1909, y El aniversario del fallecimiento de la suegra de Enhart de 1912.

### 1916-1929: cine mudo
En 1916, se lanzó en el Teatro Peón Contreras de Mérida, Yucatán, 1810 o ¡Los Libertadores de México!, la primera película de larga duración en la historia del cine mexicano; dicho proyecto se convirtió en una película perdida debido a que en años posteriores no se encontraron registros de alguna copia preservada. Un año después, se estrenó La luz, tríptico de la vida moderna de 1917, basada en el guion de la cinta italiana Il fuoco.
Otros filmes famosos de esta era fueron: En defensa propia (1917), La tigresa (1917) y La soñadora (1917), producidos todos por la Compañía Azteca Films. Esta firma, fundada por la actriz Mimí Derba y por Enrique Rosas, constituyó la primera empresa de cine totalmente mexicana. Probablemente Derba haya sido la primera directora de cine nacional.
Tepeyac de 1917, es uno de los pocos filmes del cine mudo mexicano, que han logrado ser preservadas; su trama relata las apariciones de la Virgen de Guadalupe. Se consideraba como una producción perdida, hasta que en 2016, el historiados Aurelio de los Reyes logró encontrarla. En ese año, se inició su restauración con ayuda de la filmoteca de la Universidad Nacional de México (UNAM) y la Academia Mexicana de Artes y Ciencias Cinematográficas, y en 2018, fue relanzada luego de la finalización de su renovación digital.

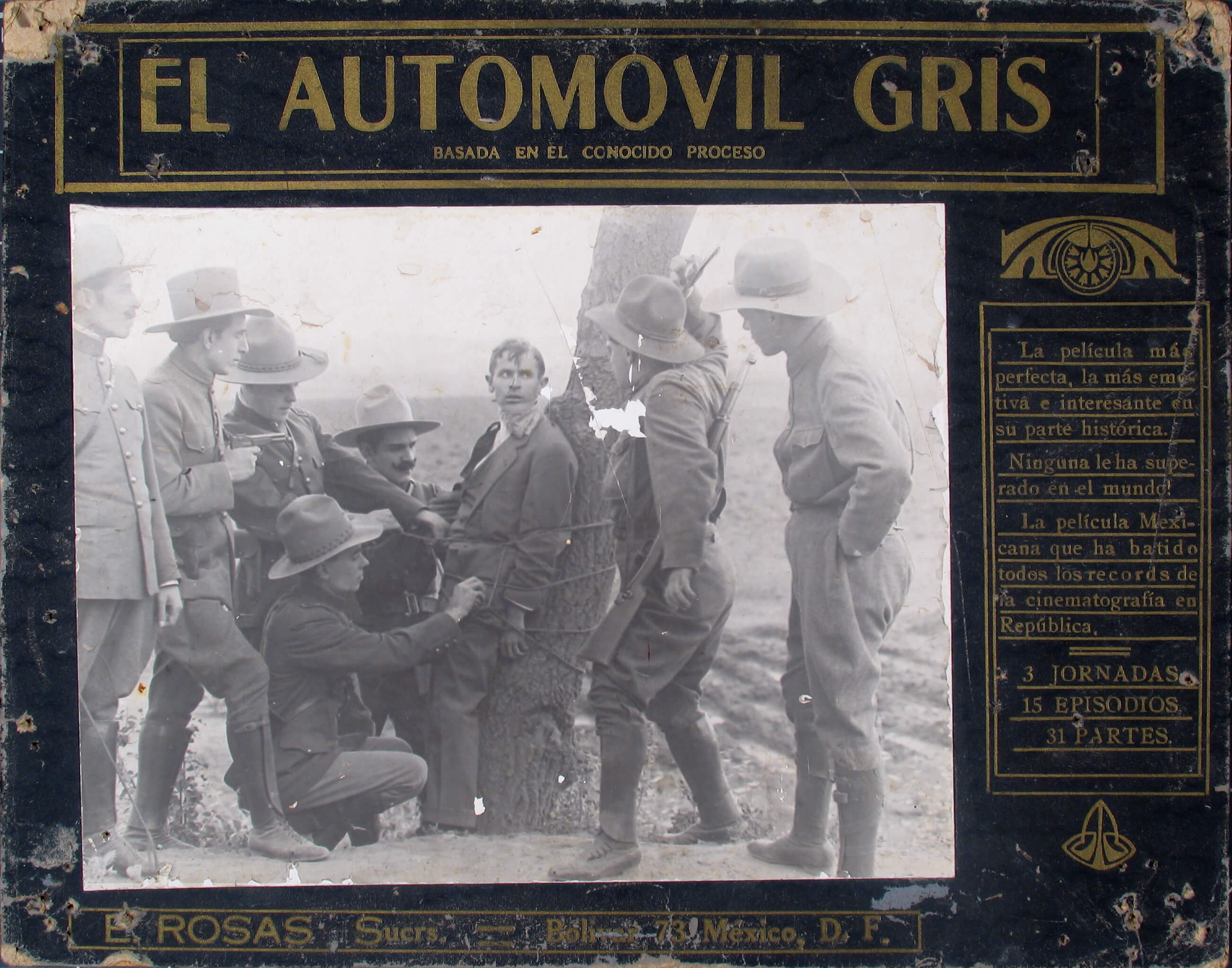
Lobby card de El automóvil gris (1919).

El automóvil gris de 1919, fue el filme mexicano de cine mudo más exitoso de su época. Filmado por Enrique Rosas, la cinta se divide en doce segmentos que cuentan las aventuras de una famosa banda de ladrones de joyas que se hizo célebre en Ciudad de México cerca de 1915.
Otras cintas sobresalientes del cine mudo mexicano incluyeron proyectos como El tren fantasma de 1926, y El puño de hierro de 1927, ambas dirigidas por Gabriel García Moreno.

### 1929-1936: cine sonoro
En 1929, se comenzó a experimentar con el cine sonoro; el primero en utilizar esta nueva técnica fue el director Miguel Contreras Torres, quien filmó el largometraje El águila y el nopal. El mismo año, Gustavo Sáenz de Sicilia reestreno su cinta silente La boda de Rosario, haciendo uso de la técnica del cine sonorizante mediante de discos fonográficos.
Otros directores que empezaron a hacer cine sonoro incluyeron a Ángel E. Álvarez con el documental Alas de la gloria de 1929, José Manuel Ramos con el cortometraje Cautiva de 1929, Luis Lezama con Los hijos del destino de 1930, Salvador Pruneda con Abismos de 1930 haciendo uso de Vitaphone, Rafael J. Sevilla con Más fuerte que el deber (1930) también incorporando Vitaphone, Miguel Contreras y Roberto Turnbull sonorizando La toma de protesta del ingeniero presidente Pascual Ortiz Rubio en 1930, nuevamente Miguel Contreras con la coproducción mexicanoestadounidense Soñadores de gloria de 1930, Gabriel Soria con Revista Excelsior de 1930, Charles Amador con el cortometraje El inocente de 1930, y el largometraje Terrible pesadilla de 1931, y una vez más Miguel torres con el cortometraje parcialmente sonorizado Zitari y la película Contrabando, ambas de 1931. Sin embargo, no fue sino hasta este último año que se realizó la primera cinta sonora mexicana exitosa, Santa, una producción dirigida por el actor español Antonio Moreno. Dicho filme fue el primero en el que se incorporó la técnica del sonido directo, grabado en una banda sonora paralela a las imágenes en la misma película. Esta técnica fue creada en 1929 por el ingeniero en electrónica José de Jesús Rodríguez Ruelas, conocido como Joselito Rodríguez, que realizó ensayos con sonido óptico entre 1927 y 1929 y que inventó un aparato de grabación de sonido óptico para cine muy ligero y práctico. El invento se bautizó como «Rodríguez Sound Recording System», y revolucionó el embrionario sistema para obtener la sincronía perfecta entre la imagen y el sonido en el cine.

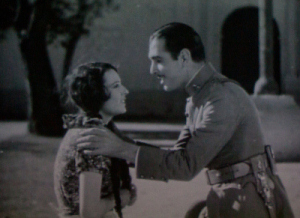
Lupita Tovar y Donald Reed, en Santa (1932).

El apoyo de un equipo entrenado en Hollywood para la filmación de Santa (1932) no fue casualidad: obedecía a todo un plan para establecer una industria cinematográfica mexicana, mismo que incluyó la fundación de la Compañía Nacional Productora de Películas. Esta empresa adquirió unos estudios de cine existentes desde 1920 y se estableció como la compañía de cine más importante del país. La decisión de "importar" a casi todo el personal de la filmación se hizo con la idea de asegurar el éxito financiero de la película.
El ambiente intelectual mexicano se encontraba dividido entre la revolución y el socialismo. La revolución rusa de 1917 había impreso una huella tan importante como la revolución mexicana en el pensamiento de algunos intelectuales del país. México vivía el esplendor del muralismo, un movimiento estético con una carga ideológica de izquierda que nunca se ocultó. En este ambiente, no es extraña la tendencia que siguió el cine mexicano una vez establecidas las bases de la industria cinematográfica nacional. Política y arte apuntaban hacia la revolución como tema principal, y ese fue el camino que siguió la nueva industria.
Entre 1930 y 1932, Sergei Eisenstein, un director de cine soviético, estuvo en México, acompañado por su asistente y traductor, Agustín Aragón Leiva, con el fin de filmar una película que sería un vasto fresco sobre el país: ¡Que viva México! (1930-1932). El cineasta soviético venía patrocinado por algunos intelectuales estadounidenses de izquierda, y había estado en Hollywood donde no pudo realizar ningún filme, por no haber podido conseguir el permiso de residencia en aquel país. Su proyecto no pudo ser concluida porque los patrocinadores de Eisenstein le retiraron el financiamiento y se quedaron con el material filmado. 

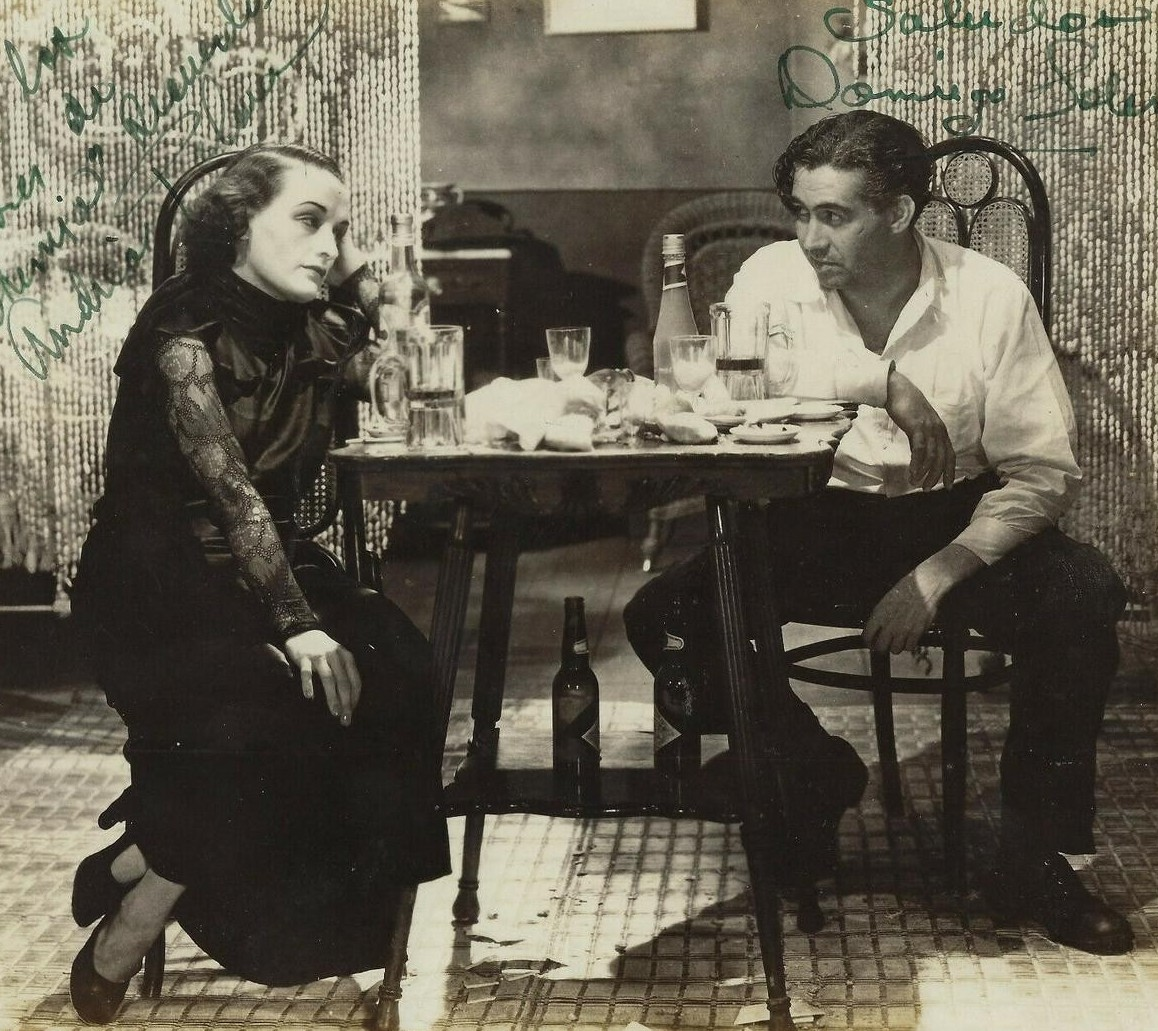
Andrea Palma y Domingo Soler, en La mujer del puerto (1934).

Con el apoyo estadounidense de la posguerra, se dio un auge sin precedentes del cine nacional. Grandes estudios cinematográficos de ese país apoyaron de modo conjunto el desarrollo del cine nacional, por cuestiones estratégicas y por mantener un control sobre México, ya que era una época en la que la influencia comunista de la Unión Soviética se cernía sobre la posición estratégica mexicana y en todo el hemisferio latinoamericano, lo que se tradujo en una estrategia mass media sobre la escasamente educada e influenciable población mexicana. Algunas cintas mexicanas que alcanzaron un enorme éxito de crítica y comercial fueron La mujer del puerto (1934), Janitzio (1934), El fantasma del convento (1934), y Dos monjes (1935).

### 1936-1956:Época de Oro del cine mexicano
La Época de Oro del cine mexicano comenzó en 1936 con el estreno de Allá en el Rancho Grande, y culminó en 1956. La trascendencia de dicha película fue rápido luego de su exhibición en Broadway, en el lanzamiento de su distribución nacional, donde recibió elogios de revistas como Newsweek. Este triunfo en particular provocó nuevas actividades comerciales del cine mexicano en Estados Unidos, en donde las empresas distribuidoras pronto establecieron múltiples sucursales: en San Antonio, El Paso, Nueva York, y Los Ángeles. Ahí, un ejecutivo, citado en el Filmográfico, comentó: «Las películas mexicanas se están imponiendo en los mercados del extranjero”. En los Estados Unidos, los filmes mexicanos ya ganaban más de dos veces lo que ingresaban las cintas hechas en español en Hollywood». En adición, ese filme fue el que inauguró un género conocido como comedia ranchera, cultivado en México sin parangón en el resto de mundo, debido a la cultura e idiosincrasia mexicanas. 
El cine mexicano continuó realizando obras de espléndida calidad y comenzó a explorar otros géneros como la comedia, el romance y el musical. En 1943, la película Flor silvestre, reunió a un equipo cinematográfico conformado por el director Emilio Indio Fernández, el fotógrafo Gabriel Figueroa, el actor Pedro Armendáriz y la actriz Dolores del Río. Las cintas María Candelaria y La perla, son consideradas obras cumbre de Fernández y su equipo, y llenaron al cine mexicano de un enorme prestigio, paseándose a nivel mundial en importantes festivales cinematográficos (María Candelaria fue galardonada en 1946 con el Premio del Grand Prix del Festival de Cannes, el nombre anterior de la Palma de Oro, siendo la primera película de habla hispana en obtenerlo). Por su parte, La perla fue galardonada con el Globo de Oro de la industria fílmica estadounidense, siendo la primera cinta hispana en recibir dicho reconocimiento.
En su época de oro, el cine mexicano imitó el Star System que imperaba en Hollywood. De esta manera, y a diferencia de otras industrias fílmicas, en el cine mexicano se comenzó a desarrollar el "culto al actor", situación que propició el surgimiento de estrellas que causaron la sensación en el público y se convirtieron en auténticos ídolos, de una forma muy similar a la de la industria fílmica estadounidense. Sin embargo, a diferencia de lo que sucedía en Hollywood, los estudios cinematográficos mexicanos nunca tuvieron un poder total sobre las grandes estrellas, y esto permitió a estas brillar de una forma independiente y desarrollarse en una enorme multitud de géneros, principalmente las figuras surgidas en el Cine mexicano en la década de los 1950, mucho más versátiles y completas que las de la década previa. Muchachas de uniforme, de 1951, una adaptación de la alemana Mädchen in Uniform, fue una película revolucionaria durante este periodo del cine, ya que se convirtió en uno de los primeros proyectos cinematográficos mexicanos en hablar sobre la homosexualidad, centrándose en el lesbianismo, teniendo como trama principal a una joven estudiante de un internado religioso que le toma un gran cariño a su profesora; la percepción de dicho cariño es confundido por sus compañeras y profesoras como un enamoramiento de la alumna hacia su educadora.

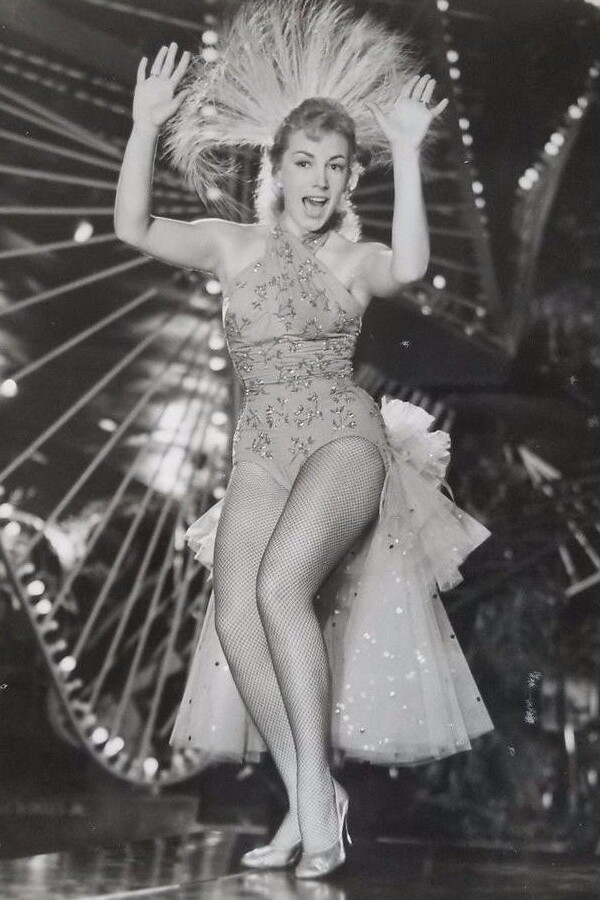
Una característica del cine de rumberas eran los bailes exóticos realizados por mujeres, quienes eran retratadas como trabajadoras de cabarés o que se desempeñaban como prostitutas. A causa de esto y debido al contexto histórico de la época en que se desarrolló, el género de las rumberas fue considerado como un «cine inmoral» que «incitaba al pecado». En la imagen, Evangelina Elizondo presentándose en el cabaré Tropicana, c. 1950.

El cine de rumberas fue un género que floreció en los años cuarenta y cincuenta. Sus estrellas principales fueron las llamadas rumberas, bailarinas de ritmos musicales afroantillanos. El género es una curiosidad fílmica, uno de los híbridos más fascinantes de la cinematografía mundial y encuentra sus raíces en diversos géneros cinematográficos. Hoy en día, gracias a sus singulares características, es considerado dentro del llamado cine de culto. El Cine de rumberas representó una mirada social del mundo de las trabajadoras de la noche del México de los 1940s y 1950s que confrontaban la moral y los convencionalismos sociales de su tiempo, y un acercamiento más realista a la sociedad mexicana de entonces. Se trató de melodramas sobre la vida de estas mujeres, a las que se redimía a través de los bailes exóticos. Las principales figuras de este género fueron las cubanas María Antonieta Pons, Amalia Aguilar, Ninón Sevilla y Rosa Carmina, así como la mexicana Meche Barba. La cinta Aventurera (1950), dirigida por Alberto Gout, es considerada la obra cumbre del género,
México se convirtió en un fuerte promotor de su propia cultura, con símbolos que se consideran parte del sentido nacionalista, fáciles de reconocer en el extranjero. Durante la época dorada del cine mexicano se comenzaba a formar una conexión global debido a la promoción de estas cintas, por el interés de conocer una cultura diferente.
La representación que se tenía en las películas mexicanas del propio hispano causaba un gran fervor ante las audiencias que se querían identificar con estos.vTambién tuvieron un gran éxito debido a que las cintas que producía el propio Hollywood no eran de su agrado y les llegaba a causar un descontento e incomodidad por la manera como los identificaban personas ajenas a su región.
El cine mexicano quería mostrar la vida de una persona común del país, costumbres y tradiciones, las formas de comportamiento, valores, se crearán estereotipos que se esperaban, con la finalidad de hacer sentir identificados y pertenecientes, al igual que, fueron pilares para configurar patrones de comportamiento, una sola lengua, tradiciones, prácticas, acciones, como se debían de ver y relacionar hombres y mujeres, relaciones de poder, todo esto es lo que transmitía en la pantalla, para legitimar un sentimiento de identidad nacional.
Las primeras transmisiones de la televisión mexicana se iniciaron en 1950. Ese año entró en operaciones XHTV-Canal 4, y dos años después, en 1952, XEWTV-Canal 2 y XHGC-Canal 5, comenzaron transmisiones. En pocos años, la televisión alcanzó un poder enorme de penetración en el público, especialmente cuando las tres cadenas se unieron para formar Telesistema Mexicano, en 1955. Para 1956, las antenas de televisión eran algo común en los hogares mexicanos, y el nuevo medio se extendía rápidamente en la provincia. Las primeras imágenes de la televisión, en blanco y negro, aparecían en una pantalla muy pequeña y ovalada, y eran bastante imperfectas: no tenían la definición y la nitidez de la imagen cinematográfica. Sin embargo, no solo en México, sino en todo el mundo, el cine resintió de inmediato la competencia del nuevo medio. Esa competencia influyó decisivamente en la historia del cine, obligándolo a buscar nuevas vías tanto en su técnica, como en el tratamiento de temas y géneros.

### 1957-1975:La nueva ola
Tras la conclusión de la Época de Oro en 1956, surgió un nuevo movimiento cinematográfico bautizado con el nombre no oficial de «La nueva ola», mismo que dio inicio en 1957. Las producciones cinematográficas de estos años destacaron debido a los cambios realizados al cine, pues se comenzaron a tocar temas que para décadas anteriores eran tabúes; además, nuevos actores y actrices jóvenes hicieron su debut, y con el tiempo, lograron consagrarse en la actuación.
Uno de los géneros cinematográficos populares en esta etapa fueron las películas de luchadores, comandadas principalmente por El Santo y Blue Demon, dos de los luchadores profesionales más populares de su tiempo, quienes intervinieron en cintas como Santo contra el cerebro del mal (1961), Santo contra las mujeres vampiro (1962), Santo vs Blue Demon en la Atlántida (1970), y Santo y Blue Demon contra Drácula y el hombre lobo (1973). Otro género importante fue el cine del rock and roll, creado con el fin de atraer público joven, tocando temas como el libertinaje adolescente y el despertar sexual.
El cine surrealista también fue presentado con mayor énfasis en esta fase del cine mexicano, contando con producciones como El ángel exterminador de 1962, y Simón del desierto de 1965, películas producidas por Luis Buñuel. Junto a él, se unió el debutante como director de cine Alejandro Jodorowsky, quien presentó sus películas Fando y Lis de 1968, y La montaña sagrada de 1973. Otros géneros destacados de este tiempo incluyeron el cine fantástico con cintas como Santa Claus (1959), La caperucita roja (1960), y El gato con botas (1961), así también como el cine de terror mexicano con filmes como El vampiro (1957), El espejo de la bruja (1962), Hasta el viento tiene miedo (1968), y El libro de piedra (1969).
Durante este periodo, el cine mexicano consiguió su primera nominación a un Premio Óscar con la película Macario de 1960, producción dirigida por Roberto Gavaldón que contó con Ignacio López Tarso y Pina Pellicer como protagonistas; dicha hazaña se logró en 1961 con una nominación al Óscar en la categoría a Mejor Película en Lengua Extranjera. No pasó mucho tiempo para que esto se volviera a repetir, pues en 1962, Ánimas Trujano con dirección de Ismael Rodríguez y actuaciones principales de Toshiro Mifune, Columba Domínguez, y Flor Silvestre, alcanzó una nominación al Óscar en la misma categoría.
Su final fue en 1975 con la llegada del cine de ficheras.

### 1975-1989:Cine de ficheras

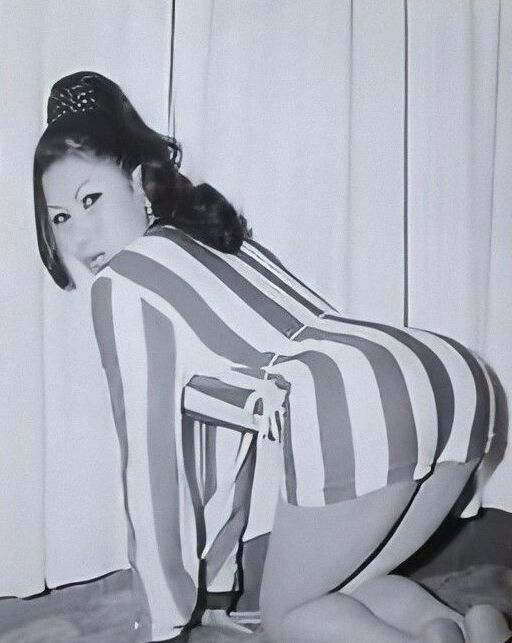
Lyn May en 1975, una actriz referente a esta etapa del cine mexicano.

El cine de ficheras dio inicio en 1975 con el estreno de las películas Bellas de noche, y Tívoli. El término «ficheras», se acuñó a raíz del título alterno de Bellas de noche, que fue Bellas de noche (Las ficheras). Pesé a que este periodo tuvo un enorme éxito en taquilla,  se le considera como la peor etapa de la cinematografía mexicana debido a su poca o nula calidad en historias y guiones. El Festival Internacional de Cine de Morelia la clasifica como una etapa de crisis en el cine, catalogando a sus cintas como «demasiado malas para ser tomadas en serio». En 1983, se creó el Instituto Mexicano de Cinematografía (Imcine), entidad pública encargada de encaminar al cine mexicano por la senda de la calidad. El Imcine quedó supeditado a la Dirección General de Radio, Televisión y Cinematografía (RTC) de la Secretaría de Gobernación hasta 1989, cuando pasó a ser coordinado por el nuevo Consejo Nacional para la Cultura y las Artes.
En el desarrolló de esta época, también surgieron dos nuevos géneros cinematográficos; cabrito western y mexploitation. Ambos obtuvieron popularidad por sus historias, que en su mayoría presentaban tramas relacionadas con la inmigración mexicana ilegal en Estados Unidos y el narcotráfico, combinado con escenas explícitas de violencia, sexo, muerte, desnudos, y drogas. Algunos proyectos que resaltaron estos géneros incluyen; Deportados (1977), La banda del carro rojo (1978), Contrabando y traición (1977), Pistoleros famosos (1981), ¡Que viva Tepito! (1981), Lola la trailera (1983), La caravana de la muerte (1985), Robachicos (1986), Ratas de la ciudad (1986), La Muerte del Federal de Caminos (1987), y Lamberto Quintero (1987).
El cine de ficheras concluyó al final de la década de 1980, y aunque al inicio de los años 90 se intentó continuar con el género, no logró adquirir la popularidad esperada debido al surgimiento de un nuevo período conocido como «El Nuevo cine mexicano».

### 1989-2016:El Nuevo cine mexicano
Rojo amanecer de 1990, dirigida por el mexicano Jorge Fons, fue una de las cintas que inauguraron esta nueva época del cine de México, que a pesar de haber tenido escenas de desnudos totales y subidas de tono en su etapa anterior, el cine de ficheras, sufrió inicialmente de una censura en su exhibición; lo anterior se debió a que la trama del filme se centra en los acontecimientos de la Masacre de Tlatelolco de 1968, un tema del que en ese entonces se evitaba hablar y provocó que las grabaciones del proyecto se vieran duramente truncadas por la Secretaría de Gobernación (SEGOB) y la Dirección de Radio, Televisión y Cinematografía (RTC), quienes se negaron a financiar la producción, sin embargo, el actor mexicano Valentín Trujillo apoyó a Fons para concretar la realización de la cinta.
La década de 1990 atestiguó dos factores que marcaron al cine mexicano: la desaparición de la Compañía Operadora de Teatros (COTSA) y Películas Nacionales, ambos organismos gubernamentales que subsidiaban la exhibición y distribución de cine mexicano en el país, y el llamado Nuevo Cine Mexicano, que apuntaló al «cine de calidad». Para el público mexicano de dicha época, títulos como La tarea (1991), Danzón (1991), Sólo con tu pareja (1991), Cronos (1992), o Miroslava (1993), poseyeron un significado de alta calidad, muy distinto al que se le atribuía al cine mexicano pocos años antes. Las nuevas películas mexicanas hicieron que el cine volviera a formar parte activa de la cultura de México. En general, el cine mexicano experimentó un feliz reencuentro con su público. La asistencia a las salas de cine para ver películas mexicanas aumentó considerablemente entre 1990 y 1992. La renta de estas mismas películas en video sobrepasó las expectativas de los distribuidores. A principios de agosto de 1992, se anunció que Como agua para chocolate (1992), de Alfonso Arau, había impuesto récord de permanencia en el Cine Latino de la Ciudad de México, una sala dedicada generalmente a exhibir películas estadounidenses. Al mismo tiempo, la prensa regiomontana anunció que este mismo filme era el más taquillero de aquel año en Monterrey.
En 2013, se estrenó Nosotros, los Nobles dirigida por Gary Alazraki, una película que volvió a poner en el ojo público al cine de México, ya que se convirtió en una producción muy bien recibida por la crítica mexicana. Esta etapa concluyó en 2016 con la introducción del streaming, que dejó de lado a las salas de cine para pasar al entretenimiento en línea con visualización desde el hogar.

### 2016-presente: streaming
En 2016, comenzó la introducción de plataformas en línea conocidas como streaming, las cuales empezaron a producir cintas para dejar de lado a las proyecciones físicas exclusivas en cines. Antes de esto, en 2017 se lanzó la cinta Oso polar, un drama psicológico revolucionario por su uso único de teléfonos celulares para poder grabarla. Finalmente en 2018, el streaming concluyó su posicionamiento y se crearon las plataformas estadounidenses Netflix, Amazon y Disney.

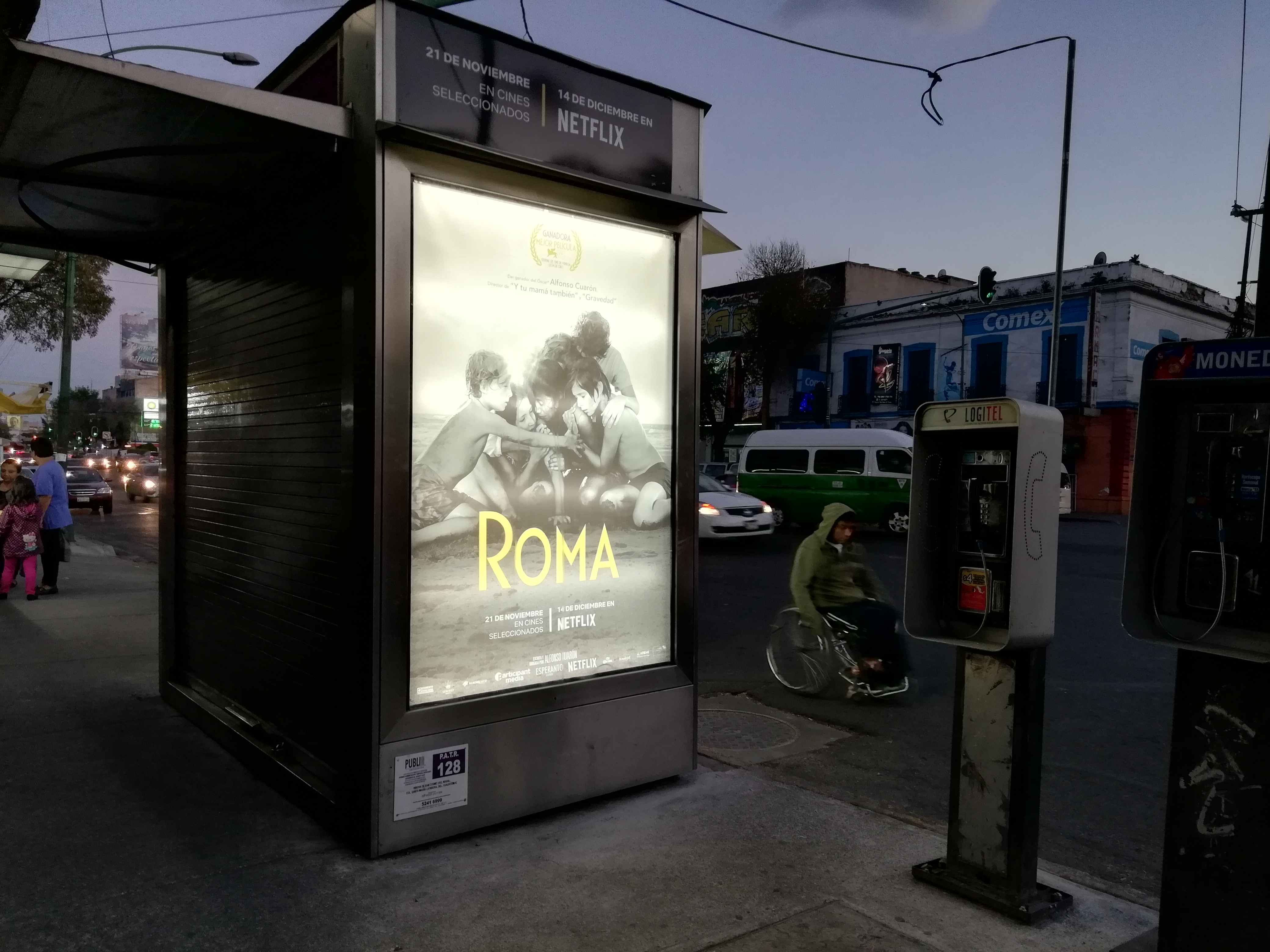
Logrando diez nominaciones en la nonagésima primera edición de los Premios Óscar, Roma de 2018, una película dirigida por Alfonso Cuarón, protagonizada por Yalitza Aparicio, Marina de Tavira, y Jorge Antonio Guerrero, se convirtió en una de las producciones fílmicas más importantes de México en el siglo XXI.

En 2018, Roma, una película dramática dirigida por el director de cine mexicano Alfonso Cuarón, logró colocarse como uno de los proyectos de mayor importancia en la cinematografía mexicana, siendo aclamada por la crítica con reseñas de sitios web como Rotten Tomatoes, que le dio un índice de aprobación del 96% basándose en 409 reseñas, con una calificación promedio de 8,9/10. El consenso crítico dijo: «Roma encuentra al escritor y director Alfonso Cuarón en un dominio completo y fascinante de su arte visual y contando la historia personal más poderosa de su carrera». Metacritic le dio una puntuación promedio ponderada de 96 sobre 100, basada en comentarios de 50 críticos, indicando «aclamación universal». Es la película número 26 mejor calificada de todos los tiempos en el sitio, y la mejor reseñada de 2018. Roma recibió 10 nominaciones en la 91.ª edición de los Premios Óscar, incluyendo Mejor Película, empatando así con The Favourite como la película más nominada. También es la primera película distribuida principalmente por un servicio de streaming que ha sido nominada a Mejor Película, así como la primera en empatar con Wò hǔ cáng lóng (2000), por la mayor cantidad de nominaciones al Oscar jamás recibida para una película que no esta en idioma inglés. Finalmente ganó tres premios Óscar, incluyendo el Óscar a la mejor película internacional, convirtiéndose en la primera película mexicana en conseguir este galardón.
La distribuidora mexicana Videocine apoyó al estreno de películas nacionales en cine, con filmes como Nada que ver (2023), Sobreviviendo Mis XV (2023), y Familia Nacional (2023); sin embargo, la plataforma Netflix logró posicionar a las producciones mexicanas con mayor énfasis, siendo una de las principales distribuidoras de las mismas y con las que el cine de México se revitalizó gracias a sus estrenos internacionales, con cintas de diversos géneros como la antedicha Roma (2018), Ya no estoy aquí (2019), ¡Que viva México! (2023), El último vagón (2023), y La gran seducción (2023).
En 2023, México fue el lugar de filmación para Saw X, la décima entrega de la franquicia de películas de terror de Saw; dicha cinta contó con la participación de histriones mexicanos como Renata Vaca, Joshua Okamoto, Octavio Hinojosa, y Paulette Hernandez, quienes obtuvieron papeles importantes en la realización de la cinta. Con calificaciones de aprobación del 80% en la página de reseñas Rotten Tomatoes, y de 60 sobre 100 en Metacritic, cuya puntuación de promedio ponderado indica críticas «mixtas o promedió», se convirtió en la película mejor valorada de la franquicia en ambos sitios web, superando a la primera (50%), y a la tercera película (48 sobre 100), respectivamente. En diciembre de ese año, se anunció que Tótem, dirigida por la mexicana Lila Avilés, había sido preseleccionada a Mejor Película Extranjera en los Premios Óscar de 2024, pero no logró ser elegida de entre los proyectos presentados para ser nominados a dicha categoría.
También en 2023, se estrenó Señora Influencer, una cinta de comedia negra y terror psicológico que fue muy bien recibida tanto por la crítica como por el público, lo que le otorgó a Mónica Huarte, la protagonista del proyecto, el premio Diosa de Plata a mejor actriz en marzo de 2024.

## Festivales
En el país se puede disfrutar de una amplia gama de festivales y muestras cinematográficas ya que se llevan a cabo alrededor de 45 de ellos a lo largo del año realizados en diferentes estados de la república; algunos de talla internacional, otros independientes, unos dedicados en específico a algunas áreas del cine, a géneros, así como algunos otros dedicados a sectores determinados de la sociedad, todos con la calidad que el buen cine ofrece.
Entre los festivales dedicados a sectores de la sociedad en particular se encuentran los festivales de cine para niños y jóvenes: Divercine, y el Festival Internacional de Cine para niños.
Los espacios con una mirada hacia áreas del cine en específico; el área del documental  Ambulante gira de documentales y el Festival Internacional de Cine Documental de la Ciudad de México, "DocsDF" que muestra los filmes a lo largo del año.
Se encuentran también divididos por género, como es el caso del Festival Internacional de Cine Fantástico y de Terror: Mórbido Film Fest.
A lo largo y ancho de la República Mexicana tienen lugar distintos e importantes festivales, como es el caso del Festival Internacional de Cine de Morelia en el estado de Michoacán, el afamado Festival Internacional de cine en Guadalajara en Jalisco, y el prestigioso Guanajuato International Film Festival, conocido como GIFF. La franja norte del país no es la excepción pues presenta año tras año festivales como Los Cabos International Film Festival en Baja California Sur, el Festival Internacional de Cine de Monterrey o ficmonterrey en Nuevo León y el Festival de Cine Mexicano Tamatán en Tamaulipas.
La Universidad de Guadalajara organiza desde 1985 el Festival Internacional de Cine en Guadalajara (FICG), en el que se entrega el premio Mayahuel. En este festival se exhibe una selección de largometrajes y cortometrajes nacionales e internacionales. Se lleva a cabo en el mes de marzo y convoca a las principales personalidades del cine nacional.

## Salas de cine

### Historia de las salas
La primera proyección audiovisual en México se llevó a cabo, el 6 de agosto de 1896, en el Castillo de Chapultepec; asistieron Porfirio Díaz y su familia. Días después, el 14 de agosto, la prensa y un grupo de científicos presenciaron esas proyecciones en el sótano de la droguería «Plateros» (en la calle que después se llamaría Madero). El 15 de agosto, se presentó al público en general. Sin embargo, la primera sala de cine en forma en Ciudad de México fue El Salón Rojo, donde se proyectaron, también durante el porfiriato y exclusivamente para miembros de la aristocracia, las primeras imágenes.

## Día Nacional del Cine Mexicano
El 15 de agosto de 2017, comenzó a celebrarse en México, según lo publicado por el Senado de México el 22 de abril de ese mismo año, el Día Nacional del Cine Mexicano, con un maratón de exhibición gratuita de películas de todo género y tema en las salas de algunas ciudades del país. La Cineteca Nacional fue la sede principal, y las actividades incluyeron una exposición sobre el cine mexicano y la emisión de una serie de billetes de lotería conmemorativos, además de la proyección de una copia restaurada de El rincón de las vírgenes (1972).